# Аеропорт (станція метро, Київ)
Аеропорт — проєктована станція Подільсько-Вигурівської лінії Київського метрополітену. Згідно з проєктом буде розташована на Проспекті Повітряних Сил біля Міжнародного аеропорту «Київ». 